# Chornújine
Chornújine (en ucraniano: Чорнухине; en ruso: Чернухино, romanizado: Chornújino) es un asentamiento urbano ucraniano perteneciente al óblast de Lugansk. Situado en el este del país, pertenecía al raión de Popasna hasta 2020, aunque ahora es parte del raión de Alchevsk y centro del municipio (hromada) de Chornújine.
La ciudad se encuentra ocupada por Rusia desde la guerra del Dombás, siendo administrada como parte de la de facto República Popular de Lugansk.

## Geografía
Chornújine es atravesada por los ríos Kalmius y Chornuja, estando 35 km al sur de Popasna y 60 km al oeste de Lugansk.

## Historia
El territorio se estableció por primera vez en 1600 como el puesto llamado Chonújinski Post (en ucraniano: Чорнухинський пост) del palanka de Kalmius del territorio cosaco del sich de Zaporiyia. En 1778, el asentamiento era un slobodá y en 1892 se convirtió en un pueblo, siendo el centro del vólost de Chornujin.  
Se le concedió el estatus de asentamiento de tipo urbano en 1938. 
A principios de 1978, se extraía carbón en el pueblo, funcionaba una granja avícola y una granja avícola.
Tras las protestas prorrusas en Ucrania, los prorrusos tomaron el control de Chornújine. El 14 de agosto de 2014, durante la guerra del Dombás, las tropas ucranianas recuperaron el asentamiento. El 7 de octubre de 2014, para facilitar el gobierno del óblast de Lugansk, la Rada Suprema ucraniana realizó algunos cambios en las divisiones administrativas, de modo que las localidades de las áreas controladas por el gobierno se agruparon en distritos. En particular, Chornújine fue trasladado del raión de Perevalsk al raión de Popasna. El 10 de febrero de 2015, 340 presos de la prisión N.º 23 escaparon de la prisión de Chornújine en la madrugada del martes; la fuga se llevó a cabo después de disparos de las milicias de la RPL. Sin embargo, el 20 de febrero de 2015, las fuerzas de facto de la República Popular de Lugansk retomaron Chornújine como resultado de la batalla de Debáltseve.

## Estatus administrativo
Hasta julio de 2020, Chornújine formó parte del raión de Popasna (y hasta 2014, parte del raión de Perevalsk). Como resultado de la reforma de 2020 de las divisiones administrativas de Ucrania, en julio de 2020 el número de raiones del óblast de Lugansk se redujo a seis y se creó el raión de Alchevsk, donde Chornújine fue incluido.

## Demografía
La evolución de la población entre 1859 y 2021 fue la siguiente:
| 1928                                                          | 2691 | 8814 | 7782 | 6137 | 5958 | 5725 | 5703 |
| (Fuente: Cities & Towns of Ukraine y UKRAINE: Größere Städte) |      |      |      |      |      |      |      |

Según el censo de 2001, la lengua materna de la mayoría de los habitantes, el 87,37%, es el ruso; del 11,72% es el ucraniano.

## Infraestructura

### Transporte
La línea ferroviaria Ocherétine-Zvérevo atraviesa el pueblo con una estación en el área, que hoy en día está en desuso.